# Luck Zogbé
Tolikpaley Luck Evrad Zogbé, né le 24 mars 2005 au Vieil-Ousrou en Côte d'Ivoire, est un footballeur ivoirien qui évolue au poste de défenseur au Stade brestois.

## Biographie

### Carrière internationale
Zogbé est international moins de 20 ans et moins de 23 ans avec la Côte d'Ivoire. Il participe au Tournoi Maurice-Revello en 2023 et en 2024, édition dont la Côte d'Ivoire atteint la finale.
En juin 2025, il est convoqué pour la première fois avec l'équipe première de la Côte d'Ivoire

## Palmarès
Côte d'Ivoire -20 ans
- Finaliste du Tournoi Maurice-Revello en 2024[3]